# 格氏方頭魚
格氏方頭魚，又稱格氏馬頭魚，為輻鰭魚綱刺尾鯛目弱棘魚科方頭魚屬的其中一種，分布於印尼蘇門答臘西南部至巴里島海域，棲息深度50-70公尺，體長可達24公分，屬肉食性，生活習性不明。

## 擴展閱讀
維基物種上的相關：格氏方頭魚